# Любовидзкий, Матвей Иванович
Матвей Иванович Любовидзкий (1789—1874) — член Государственного совета Царства Польского, сенатор, тайный советник.

## Биография
Родился 2 (13) сентября 1789 года в Дылево. В службу вступил 19 апреля 1808 года.
Наместник царства Польского Юзеф Зайончек 4 ноября 1817 года назначил его вице-президентом Варшавы. После создания по инициативе Н. Н. Новосильцова и Рожнецкого (не без согласия Любовидзкого) Центрального полицейского управления Варшавы и Королевства Польского, он вошёл в состав Совета этого управления в качестве начальника муниципальной полиции.
Был масоном, спикером ложи «Астрея» (1819).
Во время нападения заговорщиков на резиденцию великого князя Константина Павловича в Варшаве, совершенное вечером 29 ноября 1830 года, был тяжело ранен повстанцами и арестован. Его брат Юзеф Любовидзкий 1 января 1831 года получил разрешение от губернатора Варшавы назначенного повстанцами генерала Станислава Войчинского поместить его домой для дальнейшего лечения, что позволило ему бежать. Скрывался до подавления восстания в Бытоме и Вроцлаве.
С 6 сентября 1841 года был назначен сенатором в Варшавском департаменте Сената. Был членом Государственного совета Царства Польского.
Умер 5 (17) декабря 1874 года в Джевице.

## Награды
- орден Св. Станислава 2-й ст. (1825)
- орден Св. Станислава 1-й ст. (1829)
- орден Св. Анны 1-й ст. с императорской короной (1835)
- знак отличия беспорочной службы XXXV лет (1857)